# DDR-Rundfahrt 1971
Die XIX. DDR-Rundfahrt fand vom 8. bis zum 13. August 1971 statt. Sie führte mit sechs Etappen über 762 Kilometer. Gesamtsieger wurde Wolfgang Wesemann.
Nachdem die Rundfahrt die vorherigen zwei Jahre nicht stattfand, wurde sie 1971 erstmals als Sternfahrt ausgetragen. Start- und Zielort waren jeweils Cottbus. Mit 762 Kilometern war es die kürzeste aller DDR-Rundfahrt. Auch mit der Anzahl von sechs Etappen gehörte sie, zusammen mit 1966, 1972 und 1985, zu einer der kurzen Rundfahrten.

## Teilnehmer
Es nahmen 84 Fahrer aus vier Ländern in insgesamt 14 Mannschaften an der Rundfahrt teil. Mit DDR I, DDR II, SC DHfK Leipzig, SC Dynamo Berlin, SC Karl-Marx-Stadt, ASK Leipzig, SC Turbine Erfurt, TSC Berlin, B-Auswahl des Deutschen Radsportverbandes der DDR (DRSV), SV Lokomotive sowie Post Berlin starteten elf Mannschaften aus dem Gastgeberland DDR. Die ČSSR, Belgien und Österreich waren mit je eine Mannschaft vertreten. Hinzu kamen noch 15 Einzelfahrer aus verschiedenen Clubs der DDR.
Pro Team starteten fünf Fahrer. Nur die Mannschaft DDR I startete mit vier Fahrern, da Karl-Heinz Miersch kurzfristig krankheitsbedingt ausfiel.
Fahrer ausgewählter Mannschaften:
- DDR I: Manfred Dähne, Dieter Mickein, Michael Milde, Axel Peschel
- DDR II: Dieter Gonschorek, Bernd Knispel, Michael Schiffner, Horst Wagner, Wolfgang Wesemann
- Belgien: Marc Demeyer, Ferdinand Peersman, Michel Pollentier, Gustaaf Van Cauter, Michel Van Vlierden
- ČSSR: Marek, Hynek Kubíček, Havelka, Miloš Hrazdíra, Pavel Konečný
- Österreich: Denk, Ludwig Kretz, Georg Postl, Wolfgang Weber, Karner

## Trikots
Bei dieser Rundfahrt wurden vier Trikots vergeben: das Gelbe Trikot des Gesamtbesten, das Blaue der besten Mannschaft, das Violette des aktivsten Fahrers und das Weiße des besten DDR-Nachwuchsfahrers.
Gelbes Trikot
Am Ende jeder Etappe erhielt der Sieger 15 Sekunden, der Zweite 10 Sekunden und der Dritte 5 Sekunden Zeitgutschrift für die Gesamtwertung. Auf jeder Etappe, mit Ausnahme des Zeitfahrens, wurden ein bzw. zwei Prämienspurts ausgefahren. Auch hierfür erhielten die Fahrer Zeitgutschriften für die Gesamtwertung.
Blaues Trikot
Die Etappen-Mannschaftswertung ergab sich aus der Zeitaddition der in der Etappenwertung bestplatzierten Fahrer einer Mannschaft.

## Etappen
Die Rundfahrt erstreckte sich über sechs Etappen, inklusive eines Zeitfahrens, über 762 Kilometer. Sie wurde als Sternfahrt ausgetragen. Start- und Zielort waren Cottbus. Die Zielankünfte fanden, mit Ausnahme des Zeitfahrens, im Max-Reimann-Stadion statt.

### 1. Etappe: Rund um die Forster Spitze, 140 km
Die erste Etappe führte über 140 Kilometer von Cottbus auf mehreren Schleifen über Forst (Lausitz) bis Gablenz zurück nach Cottbus. Es bildete sich ein 13-köpfige Spitzengruppe. In ihr befanden sich u. a. vier belgische Fahrer, zwei Fahrer aus der Mannschaft DDR II, aber kein Fahrer aus DDR I. Die Gruppe baute ihre Führung kontinuierlich aus. 40 Kilometer von dem Ziel erlitt Gustaaf Van Cauter einen Schaden, kämpfte sich jedoch wieder an die Spitzengruppe heran und startete acht Kilometer vor dem Ziel einen Ausreißversuch. Nur Horst Brauer konnte folgen. Gustaaf Van Cauter entschied die Etappe für sich. Belgien übernahm die Führung in der Mannschaftswertung.
|    | Fahrer             | Zeit       |
| -- | ------------------ | ---------- |
| 1. | Gustaaf Van Cauter | 3:12:10 h  |
| 2. | Horst Brauer       | + 0:08 min |
| 3. | Wolfgang Wesemann  | + 0:25 min |
| 4. | Havelka            | + 0:30 min |
| 5. | Michel Pollentier  | + 0:32 min |

### 2. Etappe: Entlang der Friedensgrenze, 155 km
Die zweite Etappe war mit 155 Kilometern die längste der Rundfahrt. Sie führte von Cottbus entlang der Oder-Neiße-Grenze über Bad Muskau bis zum Wendepunkt Rothenburg/Oberlausitz und zurück nach Cottbus. Es war eine Etappe mit vielen Vorstößen. Michael Görke und Wolfgang Lötzsch gelangen mit zwölf und sechs Kilometer die längsten Alleinfahrten. Alle Vorstöße wurde jedoch vom Feld vereitelt und so erreichte das Feld geschlossen das Max-Reimann-Stadion. Im Spurt setzte sich Dieter Grabe vom SV Lokomotive vor dem Vortagessieger Gustaaf Van Cauter und Dieter Gonschorek vom Team DDR II durch.
|    | Fahrer             | Zeit       |
| -- | ------------------ | ---------- |
| 1. | Dieter Grabe       | 3:39:03 h  |
| 2. | Gustaaf Van Cauter | + 0:05 min |
| 3. | Dieter Gonschorek  | + 0:10 min |
| 4. | Marc Demeyer       | + 0:15 min |
| 5. | Michael Milde      | + 0:15 min |

### 3. Etappe: Durch den Bezirk Cottbus, 145 km
Die dritte Etappe führte auf der Strecke Cottbus–Drebkau–Calau–Luckau–Finsterwalde–Saadow–Calau–Drebkau–Cottbus über 145 Kilometer durch den Bezirk Cottbus. Nach 50 Kilometern hatte sich eine 16 Fahrer starke Gruppe mit Manfred Dähne, Axel Peschel, Dieter Gonschorek, Wolfgang Wesemann, Manfred Radochla, Kummich, Wanzlik, Wolfgang Schmelzer, Mattner, Karl-Heinz Oberfranz, Horst Brauer, Weißmann, Wolfgang Fiedler, Bertram, Kubicek und Miloš Hrazdíra gebildet. Gustaaf Van Cauter, der Träger des Gelben Trikots sowie Dieter Grabe, der Drittplatzierte in der Gesamtwertung, waren nicht mit dabei. Bei Kilometer 60 betrug der Vorsprung der Gruppe 1:15 Minuten. Die Verfolger machten Druck und bei Kilometer 85 hatte sich ein 15-köpfige Verfolgergruppe, mit Van Cauter und Grabe, herangekämpft. Beim Zusammenschluss trat Axel Peschel direkt wieder an. Nach einer vier Kilometer langen Alleinfahrt schlossen Miloš Hrazdíra, Dieter Gonschorek, Dieter Mickein, Michael Milde, Wolfgang Schmelzer, Mattner sowie Gustaaf Van Cauter und Ferdinand Peersman zu ihm auf. Bis zu 1:10 Minuten Vorsprung fuhr diese Führungsgruppe im Anschluss heraus. Bei Kilometer 125 wurde sie von zehn Verfolgern eingeholt, unter ihnen Dieter Grabe und die beiden Belgier Michel Pollentier und Marc Demeyer. Ein Fahrer fiel später zurück und so erreichte die Gruppe mit 18 Fahrer und mit drei Minuten Vorsprung vor dem Feld das Ziel. Im Spurt siegte der Vortagessieger Dieter Grabe um Handbreite vor Michael Milde. Gustaaf Van Cauter erreichte Platz drei und verteidigte damit sein Gelbes Trikot. Die Belgier behielten die Führung in der Mannschaftswertung.
|    | Fahrer             | Zeit       |
| -- | ------------------ | ---------- |
| 1. | Dieter Grabe       | 3:23:18 h  |
| 2. | Michael Milde      | + 0:05 min |
| 3. | Gustaaf Van Cauter | + 0:10 min |
| 4. | Michel Pollentier  | + 0:15 min |
| 5. | Dieter Mickein     | + 0:15 min |

### 4. Etappe: Cottbus-Döbern-Cottbus (EZF), 40 km
Die vierte Etappe war ein Einzelzeitfahren über 40 Kilometer. Sie führte von Cottbus bis kurz vor Döbern und zurück. Wolfgang Wesemann, bis dahin Drittplatzierter der Gesamtwertung mit 45 Sekunden Rückstand, siegte bei dieser Etappe mit über einer Minute Vorsprung vor Dieter Gonschorek und Miloš Hrazdíra. Gustaaf Van Cauter, der Träger den Gelben Trikots, kam als sechster mit 2:02 Minuten Rückstand ins Ziel. Damit übernahm Wolfgang Wesemann von ihm die Gesamtführung.
|    | Fahrer              | Zeit       |
| -- | ------------------- | ---------- |
| 1. | Wolfgang Wesemann   | 56:03 min  |
| 2. | Dieter Gonschorek   | + 1:11 min |
| 3. | Miloš Hrazdíra      | + 1:39 min |
| 4. | Michel Van Vlierden | + 1:47 min |
| 5. | Michel Pollentier   | + 1:58 min |

### 5. Etappe: Rund im Spreewald, 136 km
Die fünfte Etappe führte auf der Strecke Cottbus–Burg (Spreewald)–Straupitz–Lamsfeld–Jamlitz–Guben–Grießen–Cottbus über 136 Kilometer rund um den Spreewald. Nach 15 Kilometern wurde der Belgier Gustaaf Van Cauter, der drei Tage das Gelbe Trikot getragen hatte, in einen Sturz verwickelt und gab das Rennen auf. Bei heftigen, ständig drehenden Winden war die Etappe durch zahlreiche Vorstoßversuche gekennzeichnet. Es konnte sich jedoch niemand absetzen und so kam das Feld geschlossen im Max-Reimann-Stadion an. Dieter Gonschorek setzte sich im Spurt durch. Auf den Plätzen folgten Manfred Dähne und Michael Milde.
|    | Fahrer            | Zeit       |
| -- | ----------------- | ---------- |
| 1. | Dieter Gonschorek | 3:07:00 h  |
| 2. | Manfred Dähne     | + 0:05 min |
| 3. | Michael Milde     | + 0:10 min |
| 4. | Dieter Mickein    |            |
| 5. | Dieter Grabe      |            |

### 6. Etappe: Durch die Niederlausitz, 146 km
Auf der letzten Etappe der Rundfahrt wurden 146 Kilometer absolviert. Die Strecke führte durch die Niederlausitz über Döbern, Weißwasser, Lohsa, Hoyerswerda, Allmosen und Drebkau. Bei Kilometer 62 setzten sich Fielsch und Wittig vom Feld ab und hatten nach gut 20 Kilometern 1:35 Minuten Vorsprung herausgefahren. Die Kräfte der beiden Ausreißer ließ nach und Dieter Mickein konnte aufschließen. Nach 107 Kilometern war das Feld jedoch wieder zusammen. Zwei Kilometer später bildete sich ein elf Fahrer starke Gruppe mit Raschik, Karl-Heinz Oberfranz, Kühn, Wolfgang Fiedler, Wolfgang Schmelzer, Weißmann, Michael Milde, Kummich, Eberhard Reißig, Fielsch sowie dem Mann in Gelb Wolfgang Wesemann. Kurz vor dem Ziel sprengten Milde, Oberfranz, Fiedler, Schmelzer, Kühn und Wesemann diese Gruppe und belegten in dieser Reihenfolge die Plätze. Das Feld folgte mit knapp 1:30 Minuten Rückstand.
|    | Fahrer               | Zeit       |
| -- | -------------------- | ---------- |
| 1. | Michael Milde        | 3:07:00 h  |
| 2. | Karl-Heinz Oberfranz | + 0:05 min |
| 3. | Wolfgang Fiedler     | + 0:10 min |
| 4. | Wolfgang Schmelzer   | + 0:15 min |
| 5. | Kühn                 | + 0:15 min |

## Gesamtwertungen

### Gelbes Trikot (Einzelwertung)
71 der 84 gestarteten Fahrer erreichten das Ziel der letzten Etappe. Während der Rundfahrt gab es zwei Träger des Gelben Trikots – der Belgier Gustaaf Van Cauter trug es drei Etappen, Wolfgang Wesemann zwei. Nachdem Wesemann bei der letzten Austragung der Rundfahrt noch Platz drei belegt hatte, sicherte er sich diesmal den Gesamtsieg mit 2:14 Minuten Vorsprung vor seinem Mannschaftskollegen Dieter Gonschorek. Der Belgier Michel Pollentier sicherte sich den dritten Platz auf dem Podest.
| Platz | Name                 | Mannschaft              | Zeit        |
| ----- | -------------------- | ----------------------- | ----------- |
| 1.    | Wolfgang Wesemann    | DDR II                  | 17:42:51 h  |
| 2.    | Dieter Gonschorek    | DDR II                  | + 2:14 min  |
| 3.    | Michel Pollentier    | Belgien                 | + 3:24 min  |
| 4.    | Miloš Hrazdíra       | ČSSR                    | + 4:03 min  |
| 5.    | Dieter Grabe         | SV Lokomotive           | + 4:13 min  |
| 6.    | Marc Demeyer         | Belgien                 | + 4:31 min  |
| 7.    | Axel Peschel         | DDR I                   | + 4:53 min  |
| 8.    | Michael Milde        | DDR I                   | + 4:59 min  |
| 9.    | Ferdinand Peersman   | Belgien                 | + 5:08 min  |
| 10.   | Wolfgang Schmelzer   | Post Berlin             | + 5:24 min  |
| 11.   | Kummich              | SV Lokomotive           | + 6:11 min  |
| 12.   | Höcke                | DHfK Leipzig            | + 6:47 min  |
| 13.   | Michel Van Vlierden  | Belgien                 | + 6:49 min  |
| 14.   | Mattner              | Post Berlin             | + 7:13 min  |
| 15.   | Manfred Dähne        | DDR I                   | + 7:17 min  |
| 16.   | Dieter Mickein       | DDR I                   | + 7:18 min  |
| 17.   | Jürgen Wanzlik       | SV Lokomotive           | + 7:44 min  |
| 18.   | Wolfgang Lötzsch     | SC Karl-Marx-Stadt      | + 7:46 min  |
| 19.   | Karl-Heinz Oberfranz | TSC Berlin              | + 7:47 min  |
| 20.   | Bernd Knispel        | DDR II                  | + 8:22 min  |
| 21.   | Reinhard Eichner     | Post Berlin             | + 8:49 min  |
| 22.   | Kiritschenko         | DHfK Leipzig            | + 8:55 min  |
| 23.   | Gania                | Turbine Erfurt          | + 9:38 min  |
| 24.   | Fielsch              | TSC Berlin              | + 10:45 min |
| 25.   | Weißmann             | ASK Leipzig             | + 10:54 min |
| 26.   | Dieter Voigtländer   | SC Karl-Marx-Stadt      | + 11:28 min |
| 27.   | Horst Brauer         | Dynamo Berlin           | + 11:34 min |
| 28.   | Lothar Lingner       | SV Lokomotive           | + 11:37 min |
| 29.   | Michael Görke        | TSC Berlin              | + 11:40 min |
| 30.   | Lehmann              | Post Berlin             | + 12:04 min |
| 31.   | Manfred Radochla     | DHfK Leipzig            | + 12:13 min |
| 32.   | Marek                | ČSSR                    | + 12:33 min |
| 33.   | Wolfgang Fiedler     | Dynamo Berlin           | + 12:40 min |
| 34.   | Marker               | Einzelfahrer/TSC Berlin | + 12:47 min |
| 35.   | Konecny              | ČSSR                    | + 13:19 min |
| 36.   | Siegfried Kramer     | Turbine Erfurt          | + 13:35 min |

| Platz | Name              | Mannschaft                       | Zeit        |
| ----- | ----------------- | -------------------------------- | ----------- |
| 37.   | Sieber            | SC Karl-Marx-Stadt               | + 13:44 min |
| 38.   | Horst Wagner      | DDR II                           | + 14:08 min |
| 39.   | Michael Schiffner | DDR II                           | + 15:54 min |
| 40.   | Kiefer            | DRSV B                           | + 15:57 min |
| 41.   | Lothar Grüner     | Dynamo Berlin                    | + 17:37 min |
| 42.   | Ludwig Kretz      | Österreich                       | + 18:27 min |
| 43.   | Günter Bertram    | Dynamo Berlin                    | + 18:40 min |
| 44.   | Wolfram Kühn      | Turbine Erfurt                   | + 19:54 min |
| 45.   | Georg Postl       | Österreich                       | + 21:34 min |
| 46.   | Eberhard Reißig   | DRSV B                           | + 21:52 min |
| 47.   | Raschik           | TSC Berlin                       | + 23:41 min |
| 48.   | Bernhard Gruner   | Einzelfahrer/DHfK Leipzig        | + 24:09 min |
| 49.   | Siegfried Huster  | SC Karl-Marx-Stadt               | + 26:23 min |
| 50.   | Hager             | DHfK Leipzig                     | + 27:59 min |
| 51.   | Frank Sommer      | Einzelfahrer/DHfK Leipzig        | + 30:10 min |
| 52.   | Gubatz            | Post Berlin                      | + 30:32 min |
| 53.   | Scheer            | Einzelfahrer/Dynamo Frankfurt    | + 33:17 min |
| 54.   | U. Richter        | ASK Leipzig                      | + 34:14 min |
| 55.   | Erwin Raidt       | DHfK Leipzig                     | + 36:26 min |
| 56.   | Kreuz             | Einzelfahrer/SC Cottbus          | + 37:24 min |
| 57.   | Gerhard Lauke     | Einzelfahrer/Dynamo Berlin       | + 40:31 min |
| 58.   | Horst Willgruber  | ASK Leipzig                      | + 45:08 min |
| 59.   | Sauer             | Einzelfahrer/ASK Leipzig         | + 47:26 min |
| 60.   | Weber             | Österreich                       | + 50:13 min |
| 61.   | Schulze           | ASK Leipzig                      | + 50:21 min |
| 62.   | Kubicek           | ČSSR                             | + 50:48 min |
| 63.   | Lothar Pfuhl      | Einzelfahrer/SC Karl-Marx-Stadt  | + 52:52 min |
| 64.   | Müller            | TSC Berlin                       | + 55:23 min |
| 65.   | Mühlner           | Einzelfahrer/TSC Berlin          | + 56:35 min |
| 66.   | Schramm           | DRSV B                           | + 58:19 min |
| 67.   | Wittig            | SV Lokomotive                    | + 1:14:25 h |
| 68.   | Franke            | DRSV B                           | + 1:16:37 h |
| 69.   | Kaiser            | DRSV B                           | + 1:19:47 h |
| 70.   | Peter Liebing     | Dynamo Berlin                    | + 1:19:58 h |
| 71.   | Bernd Köhl        | Einzelfahrer/TSG Oberschöneweide | + 1:34:26 h |

### Violettes Trikot (Aktivster Fahrer)
| Platz | Name                 | Mannschaft    | Punkte |
| ----- | -------------------- | ------------- | ------ |
| 1.    | Dieter Grabe         | SV Lokomotive | 27     |
| 2.    | Dieter Gonschorek    | DDR II        | 18     |
| 3.    | Michael Milde        | DDR I         | 17     |
| 4.    | Manfred Dähne        | DDR I         | 15     |
| 5.    | Wolfgang Wesemann    | DDR II        | 13     |
| 6.    | Karl-Heinz Oberfranz | TSC Berlin    | 10     |
| 7.    | Michel Pollentier    | Belgien       | 9      |
| 8.    | Miloš Hrazdíra       | ČSSR          | 8      |
| 9.    | Dieter Mickein       | DDR I         | 8      |
| 10.   | Fielsch              | TSC Berlin    | 8      |

### Weißes Trikot (DDR-Nachwuchsfahrer)
| Platz | Name                 | Mannschaft         | Punkte |
| ----- | -------------------- | ------------------ | ------ |
| 1.    | Karl-Heinz Oberfranz | TSC Berlin         | 19     |
| 2.    | Wolfgang Lötzsch     | SC Karl-Marx-Stadt | 8      |
| 3.    | Wolfgang Fiedler     | Dynamo Berlin      | 8      |
| 4.    | Fielsch              | TSC Berlin         | 4      |
| 5.    | Kiefer               | DRSV-B             | 4      |

### Blaues Trikot (Mannschaft)
Alle 14 gestarteten Mannschaften erreichten mit der Mindestanzahl an Fahrern das Rundfahrtende und kamen somit in die Mannschaftswertung. Nachdem die belgische Mannschaft die ersten Etappen im Blauen Trikot fuhr, sicherte sich die zweite Auswahl-Mannschaft der DDR schließlich den Gesamtsieg.
| Platz | Mannschaft         | Punkte      |
| ----- | ------------------ | ----------- |
| 1.    | DDR II             | 53:19:09 h  |
| 2.    | Belgien            | + 2:27 min  |
| 3.    | DDR I              | + 6:33 min  |
| 4.    | SV Lokomotive      | + 7:32 min  |
| 5.    | Post Berlin        | + 10:50 min |
| 6.    | DHfK Leipzig       | + 17:19 min |
| 7.    | ČSSR               | + 19:19 min |
| 8.    | TSC Berlin         | + 19:36 min |
| 9.    | SC Karl-Marx-Stadt | + 22:22 min |
| 10.   | Dynamo Berlin      | + 31:15 min |
| 11.   | Turbine Erfurt     | + 32:33 min |
| 12.   | Österreich         | + 1:18:38 h |
| 13.   | ASK Leipzig        | + 1:19:40 h |
| 14.   | DRSV B             | + 1:24:32 h |

## Anmerkung
1. ↑  
DRSV = Deutscher Radsport-Verband der DDR
2. ↑  Vermutlich zählten die drei bestplatzierten, da diese Zahl auch für spätere DDR-Rundfahrten und bei der Internationalen Friedensfahrt galt. Angaben hierzu finden sich jedoch nicht in der Literatur.
3. ↑  Bei allen Zeitangaben sind die Zeitgutschriften für Tagesplatzierungen und Prämienspurts bereits mit eingerechnet.
4. ↑  Lothar Gruner in der Datenbank von Radsportseiten.com